# Sânsimion, Mureș
Sânsimion (în maghiară Nyárádszentsimon) este un sat în comuna Neaua din județul Mureș, Transilvania, România.

## Istoric
Pe Harta Iosefină a Transilvaniei din 1769-1773 (Sectio 144), localitatea a apărut sub numele de „Sz: Simon”.

## Vezi și
- Biserica reformată din Sânsimion

## Imagini

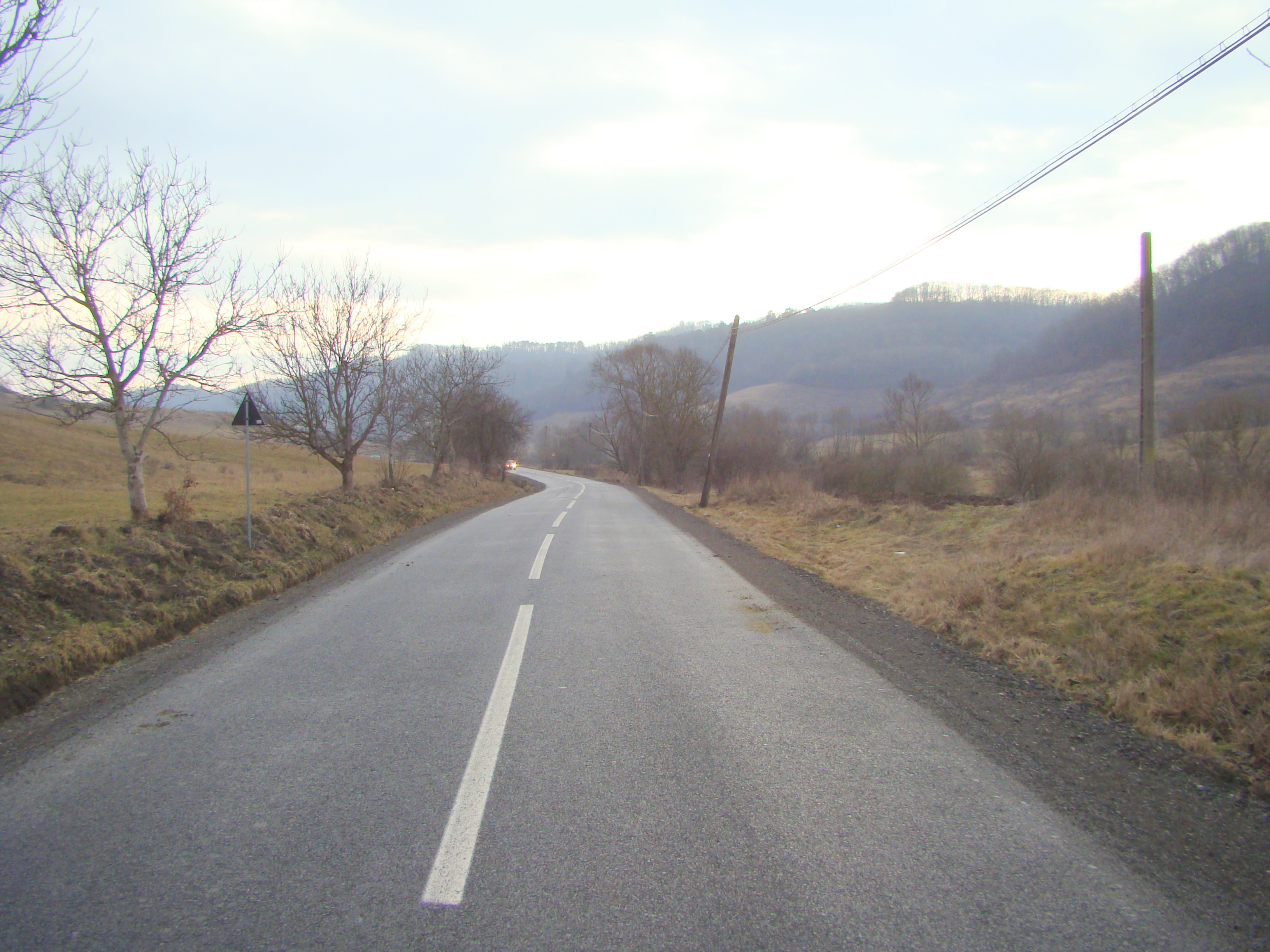
Drumul Neaua-Sânsimion
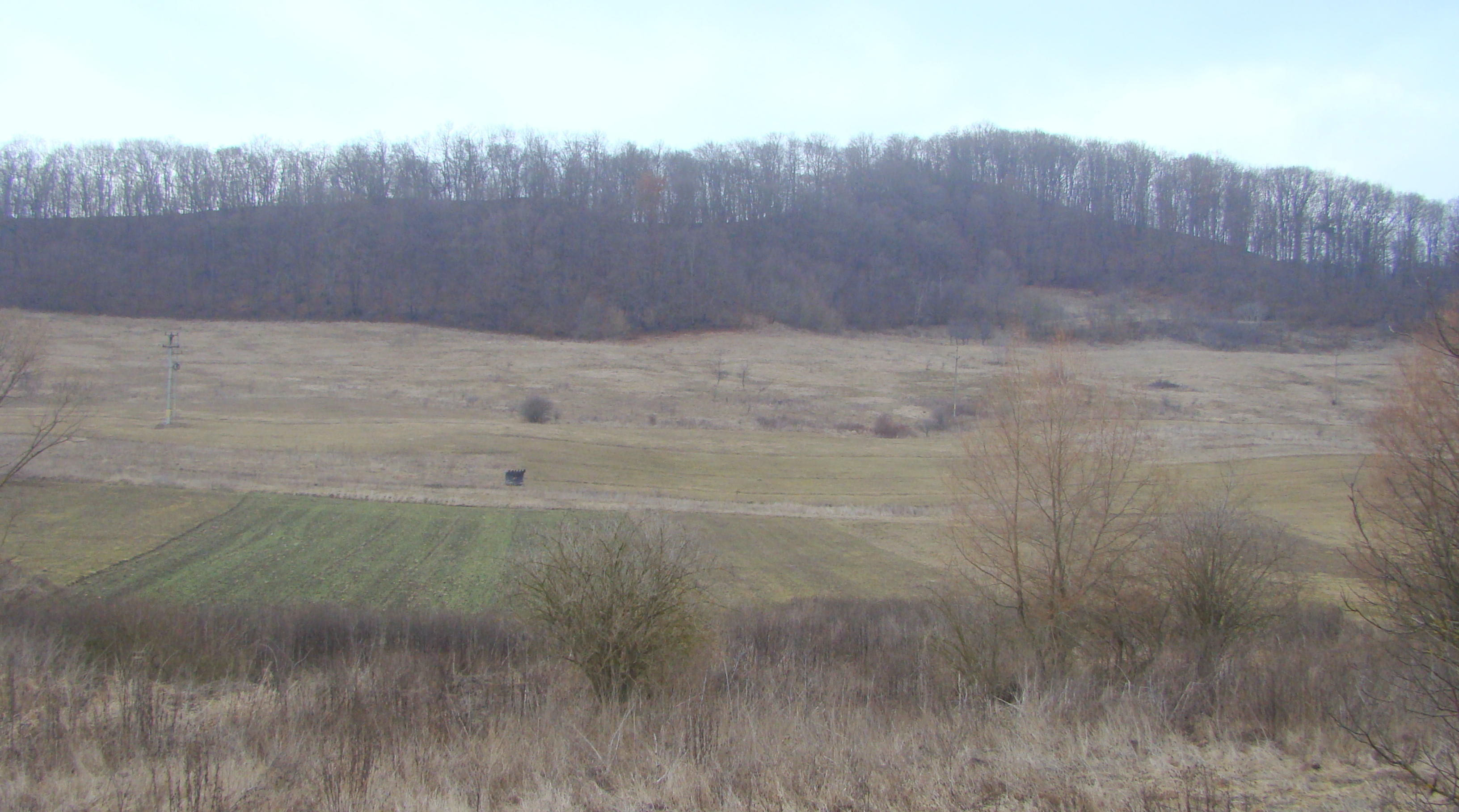
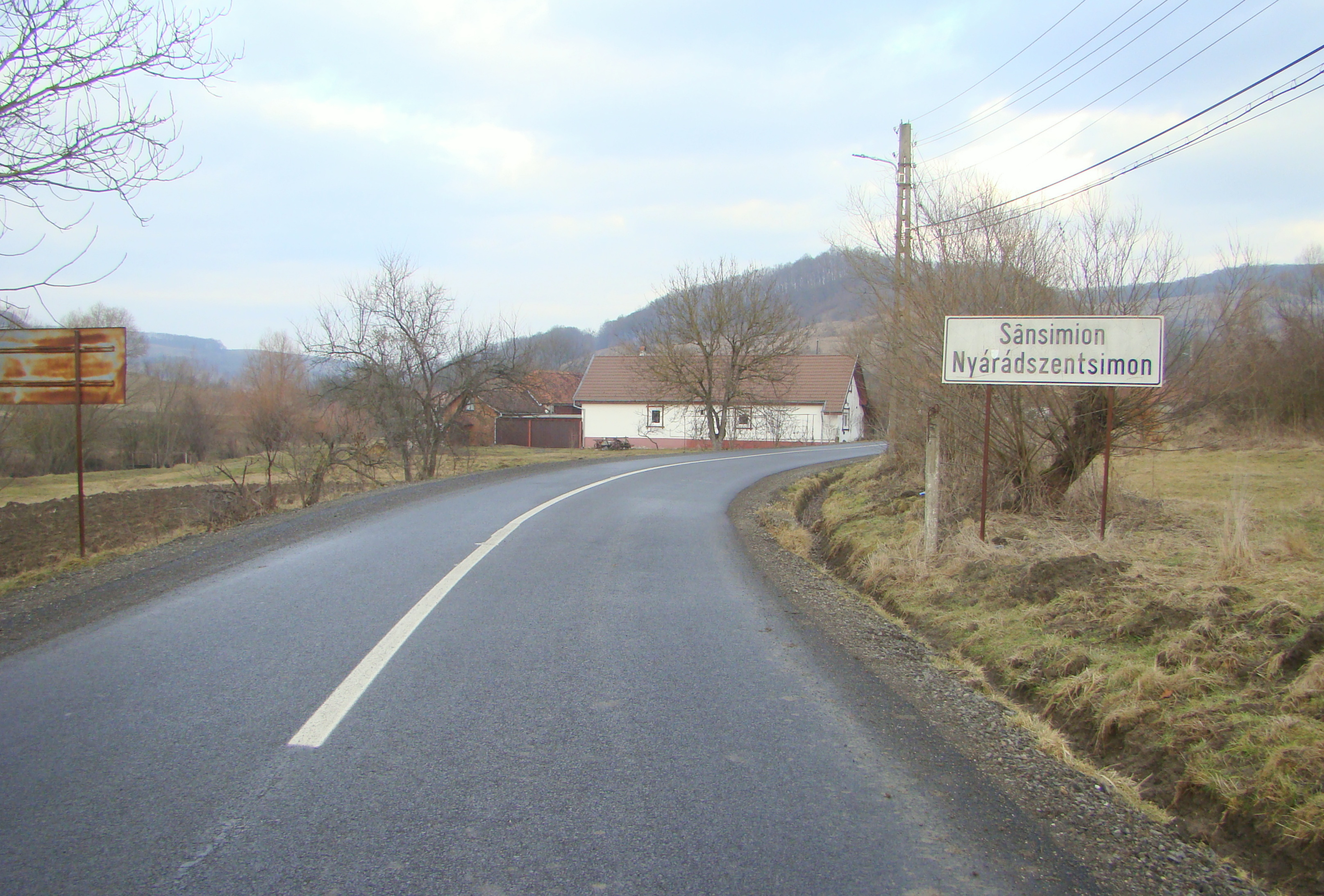
Intrarea în localitate
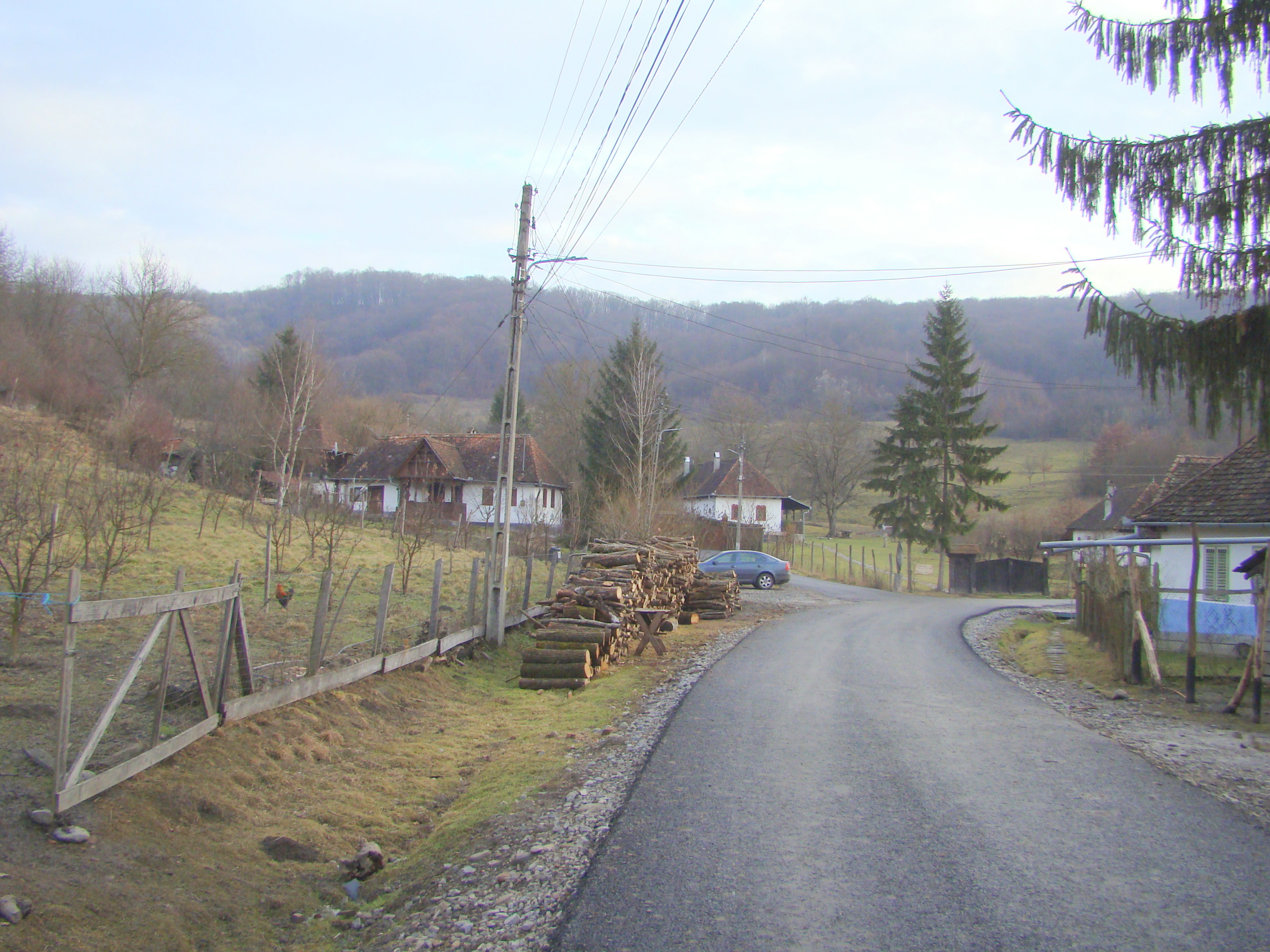
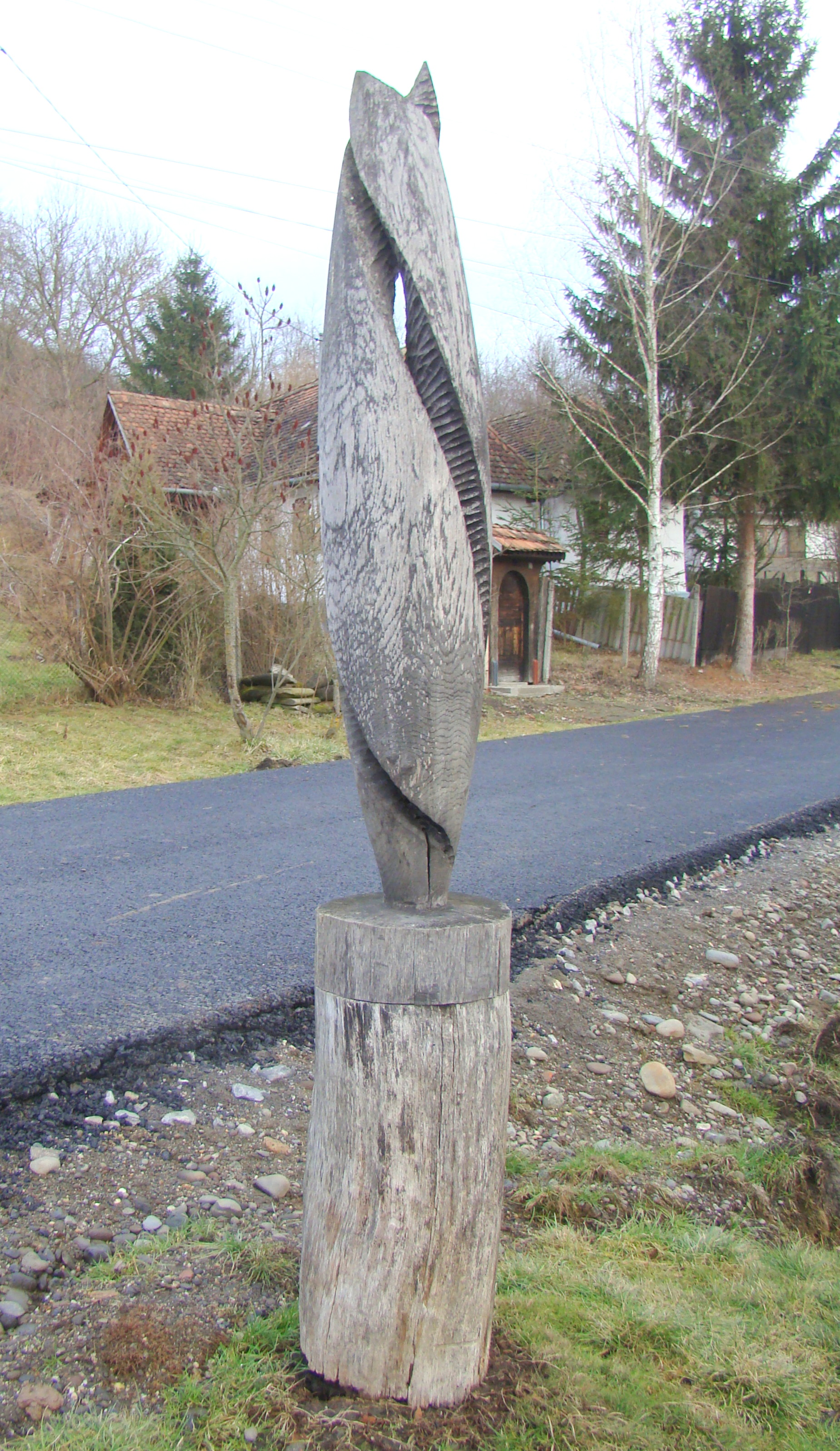
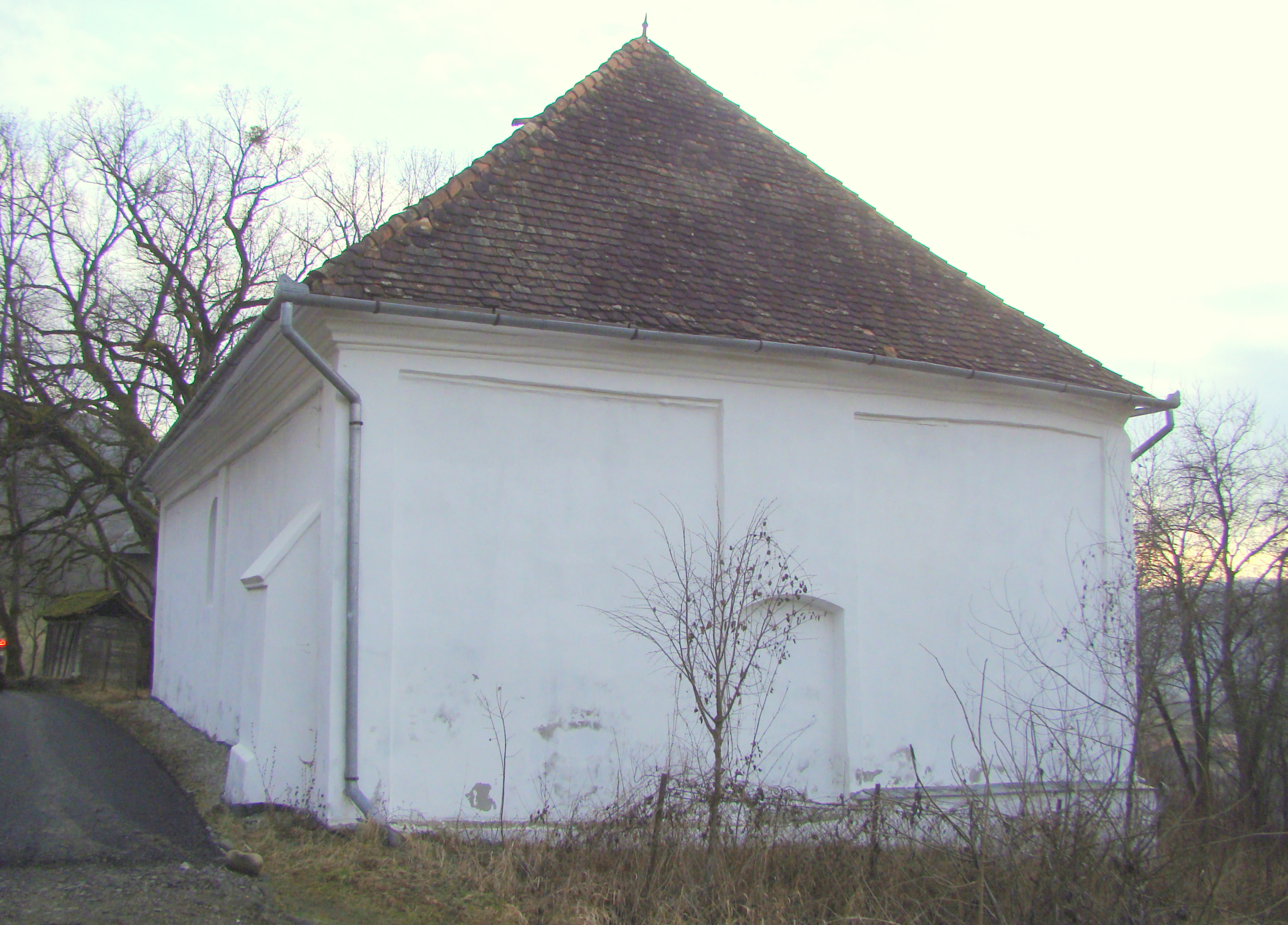
Biserica reformată
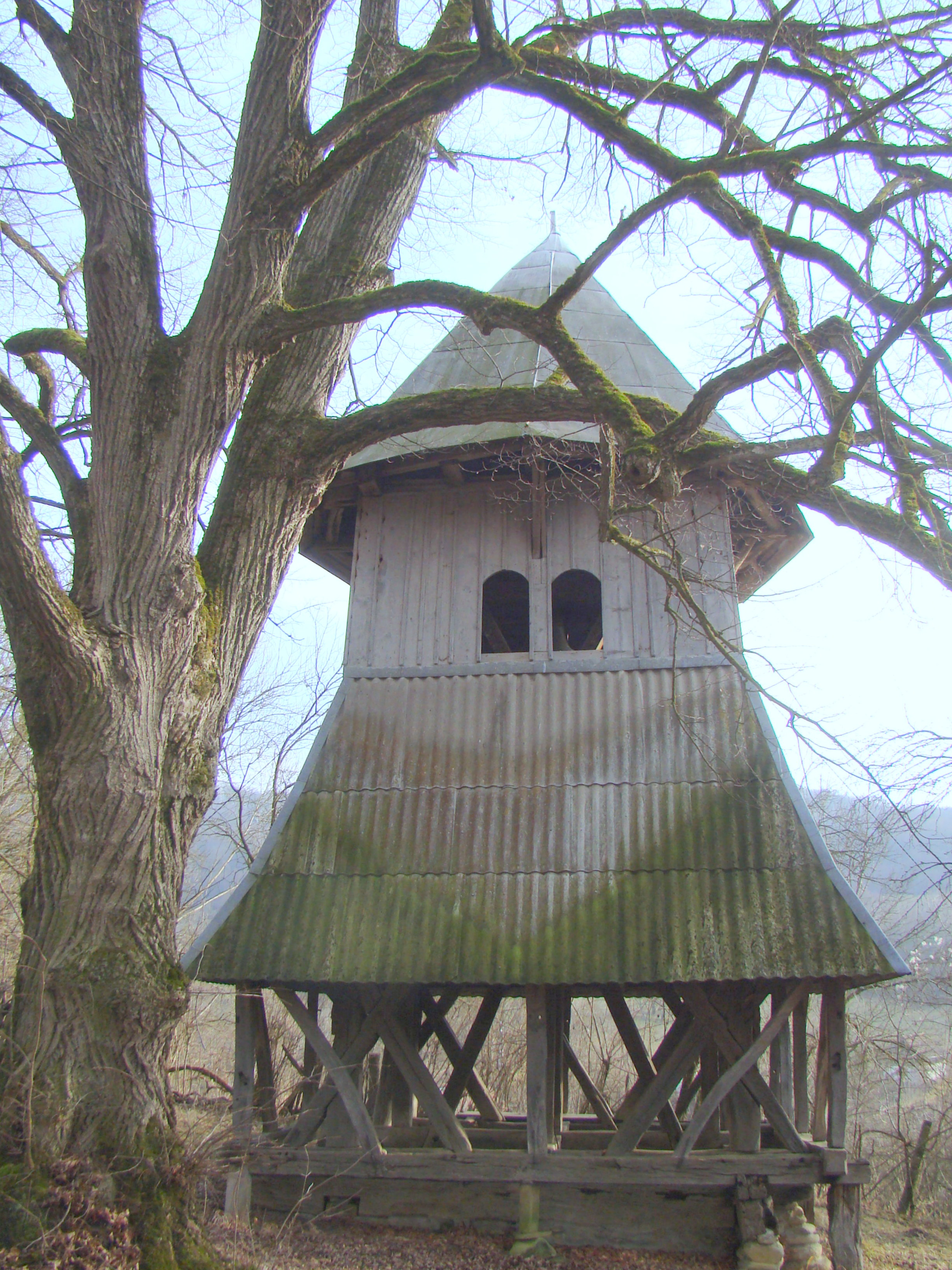
Clopotniţa de lemn care adăposteşte 2 clopote
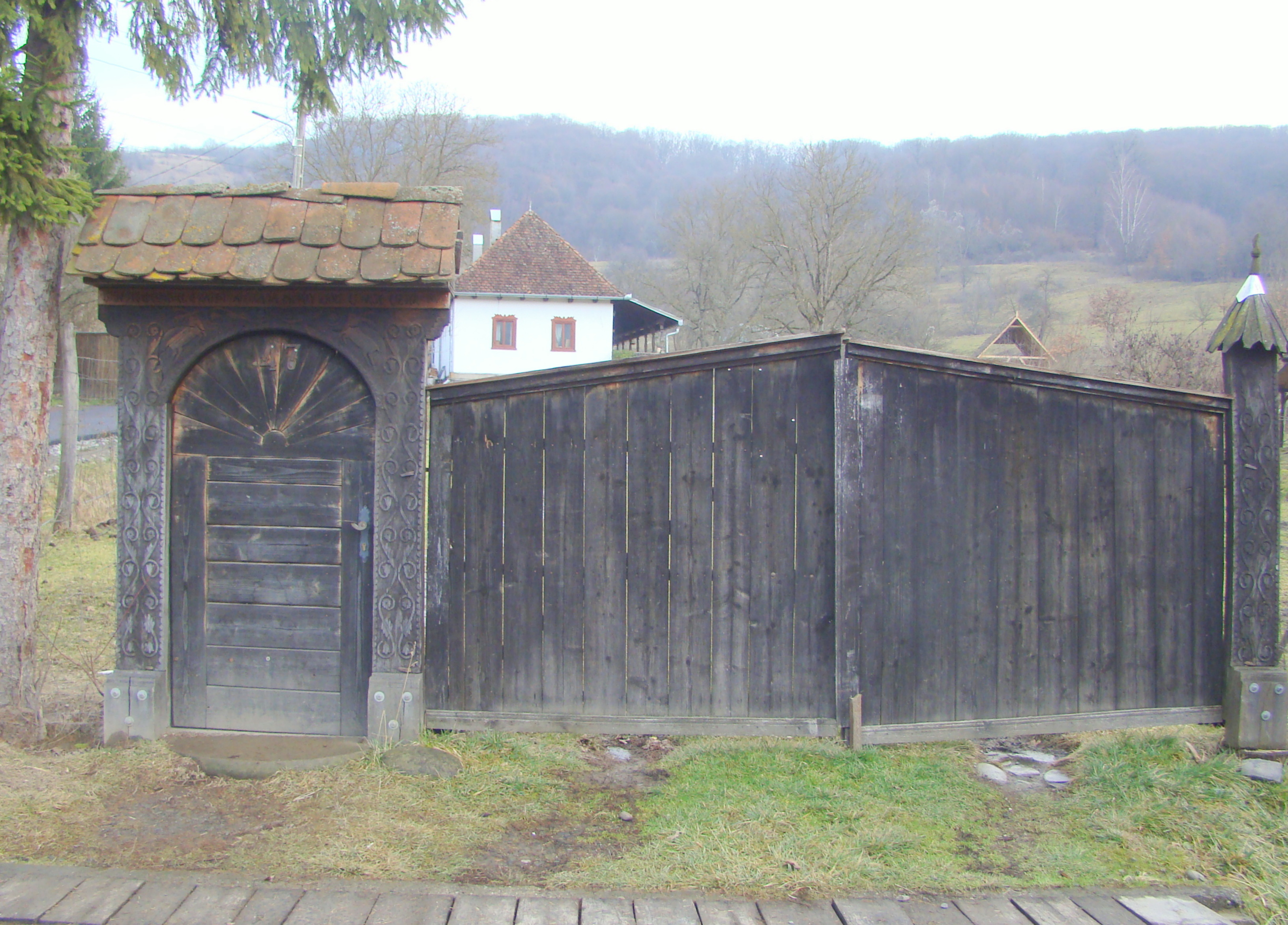
Poartă secuiască de lemn
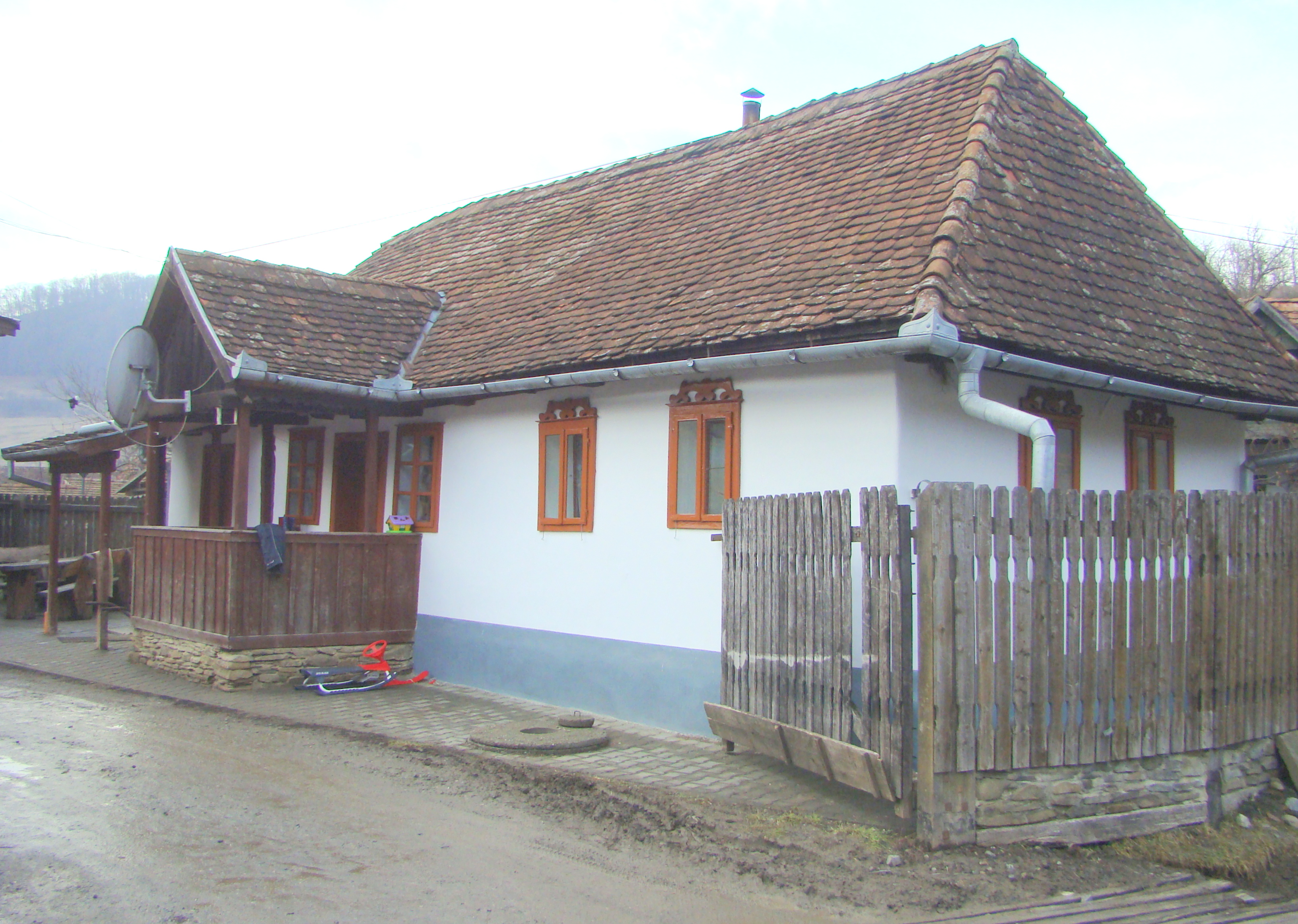
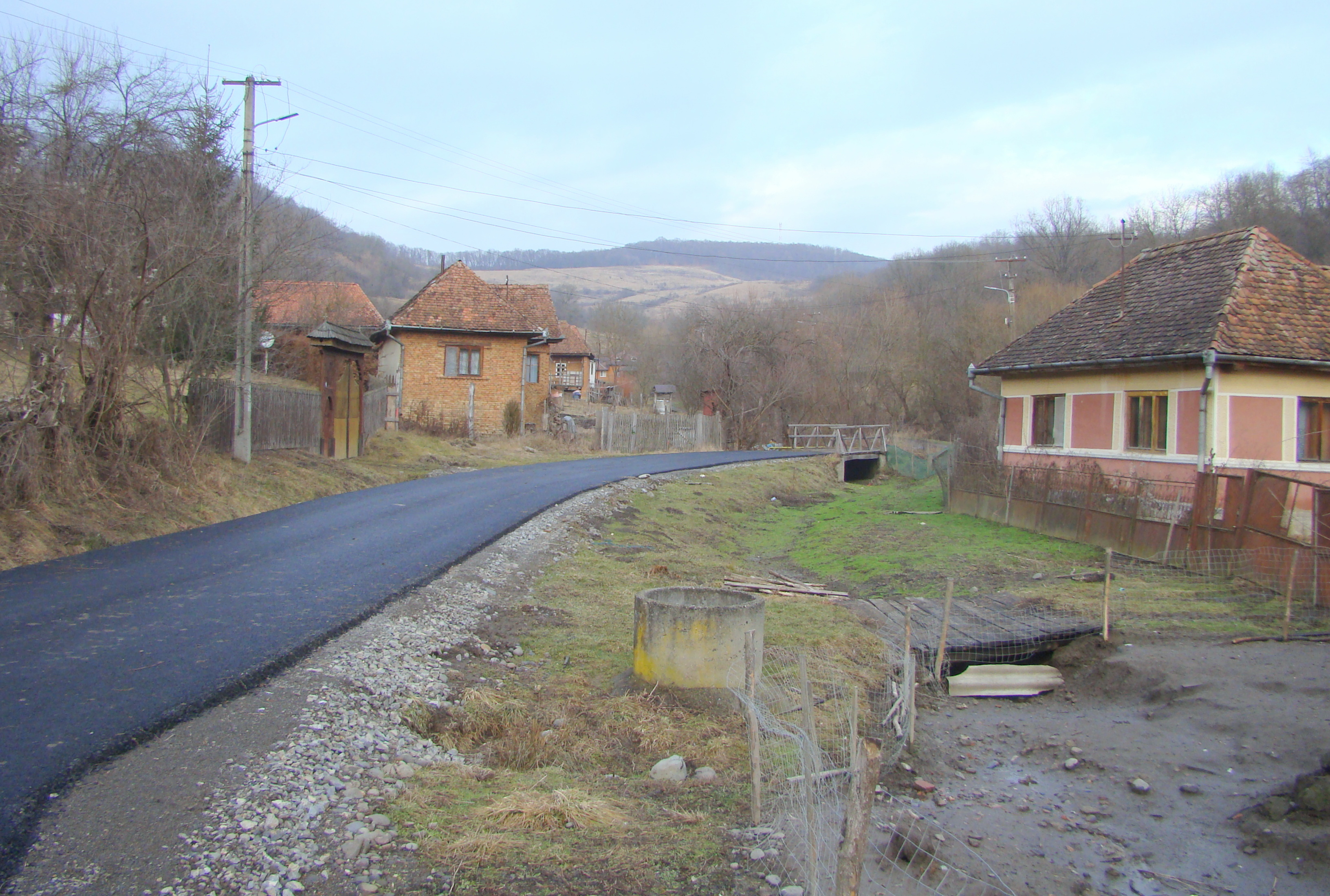